# Adesso tu
Adesso tu ist ein Lied des italienischen Popsängers Eros Ramazzotti. Es wurde im Jahr 1986 vorab als erste Single aus dem Studioalbum Nuovi eroi veröffentlicht.

## Hintergrund
Der Song wurde von Ramazzotti mit Piero Cassano (Musik) und Adelio Cogliati (Text) geschrieben. Das Lied ist der Siegertitel der 36. Ausgabe des Sanremo-Festivals.
Von Eros Ramazzotti existieren die spanischsprachige Version (Ahora tú) sowie eine Version mit Gian Piero Reverberi und dem London Session Orchestra. Im Song Rivincita, einer Single von Marracash featuring Giusy Ferreri aus dem Jahr 2010 wurde der halbautobiographische Text Ramazzottis wieder aufgegriffen.

## Rezeption
Chartplatzierungen
Während der Song in den italienischen, Schweizer und österreichischen Charts die Spitzenposition erreichen konnte, war er in Deutschland nicht platziert.
| ChartsChartplatzierungen | Höchstplatzierung | Wochen |
| ------------------------ | ----------------- | ------ |
| Italien (M&D)            | 1 (13 Wo.)        | 13     |
| Österreich (Ö3)          | 1 (36 Wo.)        | 36     |
| Schweiz (IFPI)           | 1 (20 Wo.)        | 20     |

Auszeichnungen
Adesso tu wurde 1988 mit dem Silbernen Löwen von Radio Luxemburg ausgezeichnet.

## Coverversionen
- Sandra Pires (Here I Am)
- Ricchi e Poveri
- The Italian Tenors